# ناتاشا رينيه
ناتاشا رينيه (بالفرنسية: Natacha Régnier)‏ (و. 1974 – م) هي ممثلة من بلجيكا . ولدت في إيكسل .

## جوائز
حصلت على جوائز منها:
- César Award for Best Female Revelation [الإنجليزية]‏ (1999)
- جائزة مهرجان كان السينمائي لأفضل ممثلة (1998).

## روابط خارجية
- ناتاشا رينيه على موقع IMDb (الإنجليزية)
- ناتاشا رينيه على موقع قاعدة بيانات الأفلام العربية
- ناتاشا رينيه على موقع ألو سيني (الفرنسية)
- ناتاشا رينيه على موقع ميوزك برينز (الإنجليزية)
- ناتاشا رينيه على موقع أول موفي (الإنجليزية)
- ناتاشا رينيه على موقع قاعدة بيانات الأفلام السويدية (السويدية)
- ناتاشا رينيه على موقع إن إن دي بي (الإنجليزية)
- ناتاشا رينيه على موقع قاعدة بيانات الفيلم (الإنجليزية)
- ناتاشا رينيه على موقع كينوبويسك (الروسية)